# Лігун Юрій Аркадійович
Лігун Юрій Аркадійович (22 листопада 1954) — український дитячий письменник.

## Життєпис
Народився 22 листопада 1954 року у місті Нєжин (Чернігівська область). 
Закінчив Національний гірничий університет за спеціальністю автоматика та телемеханіка.
Працював у КБ «Південне» у м. Дніпропетровську.
Член Національної спілки журналістів України, Міжнародного співтовариства письменницьких спілок.
Пише українською і російською мовами.

## Досягнення
Дипломант конкурсів «Просвещение через книгу» та «Сузір'я муз Дніпропетровська», номінант премії «Александр Невский».
Лауреат Міжнародної премії імені Владислава Крапівіна.
Отримав міжнародний диплом IBBY за книгу «Тузики не сдаются».
Посів перше місце на «Волошинському фестивалі» у дитячій номінації.

## Творчість
Співавтор аудіокниги «Письменники Дніпропетровщини — шкільним бібліотекам» (2012, Дніпропетровськ).
Автор книг для дітей
«Король Попелюшко» (2002, Дніпропетровськ), «Країна без правил» (2002, Дніпропетровськ), «У банку — як у танку!» (2004, Дніпропетровськ), «В банке — как в танке!» (2004, Дніпропетровськ), «Железный Булкин» (2007), «Илья Муромец и Сила Небесная» (2007, Дніпропетровськ), «Тузики не здаються!» (2007, Дніпропетровськ), «Боцман, бурундук, кот и крыса и др. истории» (2009), «Боцман, бурундук, кот и крыса» (2010), «Карасёнки-Поросёнки» (2011), «Илья Муромец и Сила Небесная» (2011), «Илья Муромец и Сила Небесная» (2012).
Аудіокниги:
«Железный Булкин» (2008, Москва), «Азбука жизни» (2009, Москва), «Подводная сказка» (2009, Москва),
«Карасёнки-Поросёнки» (2010, Москва), «Салапапон и Мздыря» (2011, Дніпропетровськ), «Салапапон и Мздыря» (2011, Москва), «Илья Муромец и Сила Небесная» (2012, Київ), «Король Головешка» (2012, Москва).